# チルパン
チルパン（ブルガリア語: Чирпа̀н, Chirpan）は、ブルガリア中南部のスタラ・ザゴラ州にあるテキルスカ川沿いの町である。同名の基礎自治体（オプシュティナ）の行政の中心地である。2013年12月時点で、人口は15,109人であり、2009年12月の16,355人から減少している。
スレドナ・ゴラ山脈南東のチルパン高地を流れるマリツァ川の北に位置する。ブドウ栽培が盛んでワイナリーが多い。

## 歴史
古代ローマ時代の居住地Sherampolが起源であり、15世紀初めに再興された。現在の名前は、ローマ時代の者に由来していると考えられる。アレクサンドリアのアタナシオスがサルディカ会議から戻ると、344年ごろに今日のチルパン付近にヨーロッパで初めてのキリスト教修道会を創設した。カラスラでは、考古学的な発掘作業が行われている。オスマン時代のブルガリアでは、チルパンは工芸と農業で知られていた。1928年4月18日には、大きな地震の被害を受けた。
オスマン帝国の軍人アブデュルケリム・ナディル・パシャ、生家が博物館となっている詩人のペヨ・ヤヴォロフ、生家が民族復興期の建築様式である画家のゲオルギ・ダンチョフなどがチルパンの出身である。

## 気候
| Chirpanの気候          | Chirpanの気候 | Chirpanの気候 | Chirpanの気候 | Chirpanの気候 | Chirpanの気候 | Chirpanの気候 | Chirpanの気候 | Chirpanの気候 | Chirpanの気候 | Chirpanの気候 | Chirpanの気候 | Chirpanの気候 | Chirpanの気候 |
| 月                     | 1月           | 2月           | 3月           | 4月           | 5月           | 6月           | 7月           | 8月           | 9月           | 10月          | 11月          | 12月          | 年            |
| ---------------------- | ------------- | ------------- | ------------- | ------------- | ------------- | ------------- | ------------- | ------------- | ------------- | ------------- | ------------- | ------------- | ------------- |
| 平均最高気温 °C （°F） | 2 (35)        | 4 (39)        | 11 (51)       | 17 (63)       | 23 (73)       | 27 (80)       | 30 (86)       | 31 (87)       | 28 (82)       | 19 (67)       | 11 (51)       | 6 (42)        | 17 (63)       |
| 平均最低気温 °C （°F） | −7 (20)       | −6 (22)       | −1 (31)       | 4 (40)        | 10 (50)       | 15 (59)       | 16 (60)       | 16 (60)       | 12 (54)       | 8 (46)        | 2 (36)        | −3 (26)       | 6 (42)        |
| 降水量 mm （inch）     | 33 (1.3)      | 30 (1)        | 74 (2.9)      | 81 (3.2)      | 46 (1.8)      | 46 (1.8)      | 69 (2.7)      | 50 (2)        | 8 (0.3)       | 58 (2.3)      | 50 (2)        | 13 (0.5)      | 554 (21.8)    |
| 出典：Weatherbase      |               |               |               |               |               |               |               |               |               |               |               |               |               |

## 経済
基礎自治体内には、2009年時点で23,470人が住んでおり、その3分の2が町に住んでいる。土地の53%は耕作地であり、小麦、ヒマワリ、綿花、ブドウ、果樹などを栽培している。テキルスカ川沿いの鳥類の生息地を保護するため、139haに及ぶNatura 2000特別保護区域が設定されている。

## 命名
南極地域のサウス・シェトランド諸島にあるリヴィングストン島のチルパン峰（Chirpan Peak）は、この町の名前に因んで命名された。